# Девушки солнца
«Девушки солнца» (фр. Les Filles du soleil) — французская военная драма Эвы Юссон 2018 года о женском отряде курдского ополчения, который сражается с исламистами Исламского государства. Фильм был показан в основной программе Каннского кинофестиваля.

## Сюжет
Исламисты Исламского государства нападают на поселение курдов-езидов в Южном Курдистане. Они вырезают всех мужчин, а женщин и детей берут в плен. Из мальчиков они собираются сделать своих бойцов, а женщины отправляются в сексуальное рабство. Бахар, которая ещё вчера работала адвокатом, теперь находится в плену вместе с другими женщинами. Её муж убит, а сын увезён в неизвестном направлении. Бахар удаётся спрятать мобильный телефон и со временем у неё получается вызвать помощь.
Проходит время. Бахар командует женским батальоном и принимает участие в боевых действиях. Многие девушки из батальона в прошлом также как и она были пленницами исламистов. Исламисты же боятся женщин-воинов, поскольку по их поверьям человек убитый женщиной не попадает в рай. В расположение батальона прибывает Матильда, французский военный журналист. У неё самой три месяца назад был убит муж в Ливии, также журналист. Батальон Бахар, вместе с другими курдскими формированиями ополчения при поддержке американской авиации, сражается за руины курдского города.

## В главных ролях
- Гольшифте Фарахани — Бахар
- Эмманюэль Берко — Матильда

## Исторический контекст
Несмотря на то, что фильм вдохновлён реальными событиями, все названия, имена и даты в фильме изменены, о чём говорится в начальном титре фильма. В основу фильма легла резня курдов-езидов, устроенная в иракском Синджаре исламистами Исламского государства в августе 2014 года, а также бои за Синджар, проходившие с августа 2014 по ноябрь 2015 года. В этом регионе действуют отряды езидского ополчения, состоящие целиком из женщин, например «Силы женщин Эзидхана» (YJÊ). В военизированном курдском формировании Пешмерга существует женское подразделение «Дочери Солнца». Персонаж французской журналистки Матильды был частично основан на истории американской журналистки Мэри Колвин, убитой 22 февраля 2012 года в Сирии во время осады Хомса.

## Рецензии
На сайте Rotten Tomatoes рейтинг «свежести» фильма 51 %. На сайте Metacritic у фильма 51 балл из 100.
С одной стороны рецензентами было отмечено, что в фильме поднята важная тема, но с другой стороны фильм был раскритикован за поверхностность, упрощение и множественные штампы, как о войне, так и о женщинах.